# وینچنسو گوئرینی
وینچنسو گوئرینی (به ایتالیایی: Vincenzo Guerini) بازیکن فوتبال اهل ایتالیا است که از سال ۱۹۷۴ میلادی عضو تیم ملی فوتبال ایتالیا بوده و در ۱ بازی ملی حضور داشته‌است. او در بازی‌های ملی‌اش گلی به ثمر نرساند.
وینچنسو گوئرینی آخرین بازی ملی خود را در سال ۱۹۷۴ میلادی انجام داد.